# 黄金巷

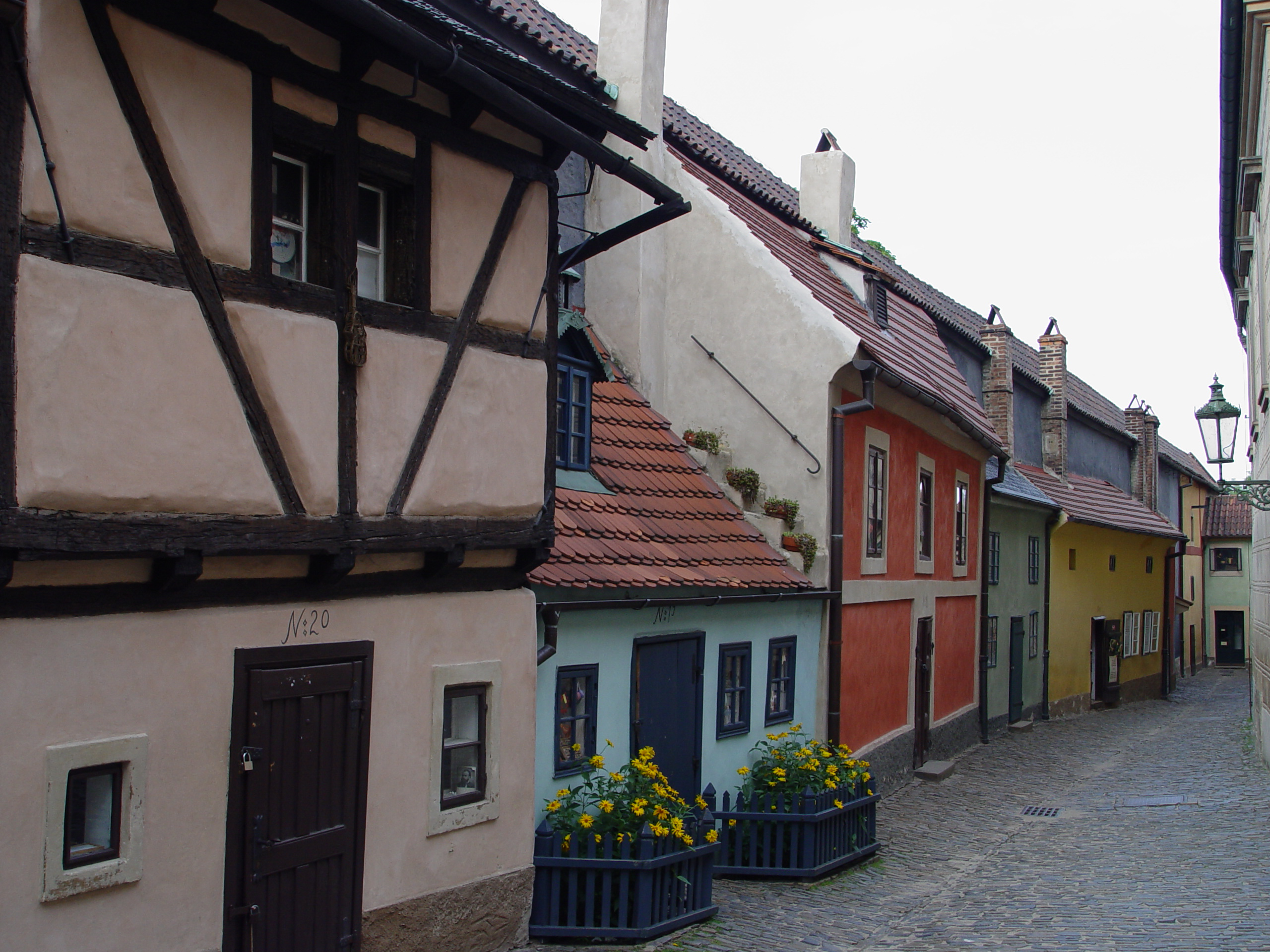
黄金巷

黄金巷（Zlatá ulička）位于布拉格城堡内，是一条受到保护的中世纪风格的小巷。其街名来源于16世纪的炼金术师，传说他们想在这里炼制黄金。整条街相当精致可爱，具有童话般的外观和柔和的色调，小巧的门和窗，低的屋顶和许多烟囱很受游客喜爱（进入街道需要付费）。目前，这里设有画廊、商店和展览，还有一个14世纪纹章的展览馆。
著名的捷克犹太作家卡夫卡在这条街的第22号公寓租住了两年，因为这里有一个安静的写作环境。

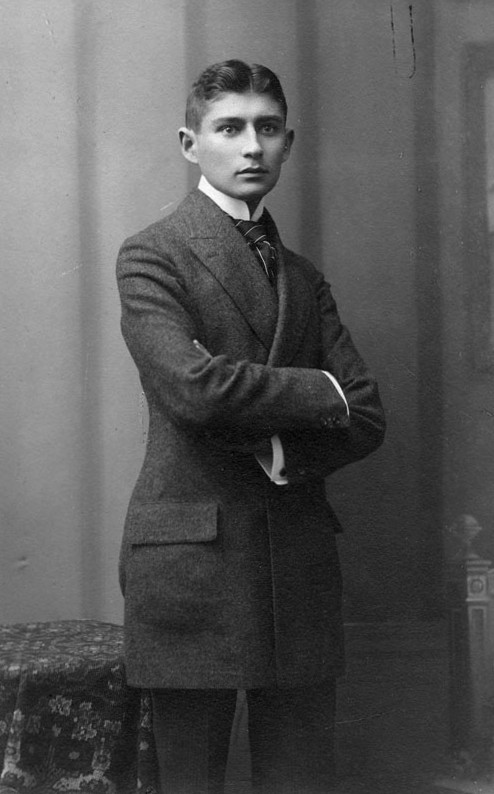
1906年的卡夫卡